# Eupithecia cazieri
Eupithecia cazieri es una especie de polilla de la familia Geometridae. La especie fue descrita por primera vez por CW Kirkwood habiendo sido descrita en 1961, con distribución en Arizona, Estados Unidos. El holotipo de la especie fue descrita en los alrededores de la Sierra de Chiricahua, en el Condado de Cochise.

## Descripción
Es una polilla pequeña con una envergadura de unos 14 milímetros (0,6 plg). Las alas anteriores son grises, con líneas transversales de color marrón grisáceo débilmente indicadas. Las alas traseras son grises con escamas marrones en la región del margen interior. Se han registrado adultos volando en marzo.

Las antenas son finamente ciliadas y su frente es marrón oscuro en el macho y ligeramente más grisáceo. Los palpos son lisos, de color gris con motas marrones y vueltos hacia arriba, extiendose más allá de la frente del insecto. El tórax se ve cubierto de una mezcla de escamas marrones y grises. El abdomen tiene un primer segmento gris con una mezcla de escamas marrones, segmento II es marrón oscuro, mientras que el resto de los segmentos son igual de marrones con escamas grises entremezcladas.